# Campionato europeo femminile di pallacanestro 1999
Il 27º campionato europeo di pallacanestro femminile si è svolto dal 28 maggio al 6 giugno 1999 in Polonia, tra le città di Poznań, Pruszków e Katowice.

## Partecipanti
- Bosnia ed Erzegovina
- Rep. Ceca
- Croazia
- Francia
- Germania
- Italia

- Jugoslavia
- Lettonia
- Lituania
- Polonia
- Russia
- Slovacchia

## Turno preliminare

### Gruppo A
| Team          | Pt | V - P | PF - PS   |
| ------------- | -- | ----- | --------- |
| 1. Russia     | 10 | 5 - 0 | 368 - 281 |
| 2. Francia    | 8  | 4 - 1 | 311 - 269 |
| 3. Croazia    | 4  | 2 - 3 | 309 - 336 |
| 4. Slovacchia | 4  | 2 - 3 | 298 - 295 |
| 5. Germania   | 2  | 1 - 4 | 307 - 346 |
| 6. Lettonia   | 2  | 1 - 4 | 311 - 377 |

### Gruppo B
| Team                    | Pt | V - P | PF - PS   |
| ----------------------- | -- | ----- | --------- |
| 1. Lituania             | 8  | 4 - 1 | 382 - 333 |
| 2. Polonia              | 6  | 3 - 2 | 383 - 355 |
| 3. Jugoslavia           | 6  | 3 - 2 | 369 - 318 |
| 4. Rep. Ceca            | 6  | 3 - 2 | 386 - 357 |
| 5. Italia               | 4  | 2 - 3 | 303 - 312 |
| 6. Bosnia ed Erzegovina | 0  | 0 - 5 | 273 - 421 |

## Turno ad eliminazione diretta
|  | Quarti di finale | Quarti di finale |          |        | Semifinali                | Semifinali                |  |  | Finale   | Finale |
|  |                  |                  |          |        |                           |                           |  |  |          |        |
|  | 4 giugno (14:00) |                  |          |        |                           |                           |  |  |          |        |
|  |                  |                  |          |        |                           |                           |  |  |          |        |
|  | Francia          | 64               |          |        |                           |                           |  |  |          |        |
|  | Francia          | 64               | 5 giugno |        |                           |                           |  |  |          |        |
|  | Jugoslavia       | 58               |          |        |                           |                           |  |  |          |        |
|  | Jugoslavia       | 58               | Francia  | 66     |                           |                           |  |  |          |        |
|  | 4 giugno (16:00) |                  | Francia  | 66     |                           |                           |  |  |          |        |
|  |                  | Slovacchia       | 39       |        |                           |                           |  |  |          |        |
|  | Lituania         | Slovacchia       | 39       | 63     |                           |                           |  |  |          |        |
|  | Lituania         |                  | 6 giugno | 63     |                           |                           |  |  |          |        |
|  | Slovacchia       | 69               |          |        |                           |                           |  |  |          |        |
|  | Slovacchia       | 69               | Francia  | 56     |                           |                           |  |  |          |        |
|  | 4 giugno (18:00) |                  | Francia  | 56     |                           |                           |  |  |          |        |
|  |                  | Polonia          | 59       |        |                           |                           |  |  |          |        |
|  | Polonia          | Polonia          | 59       | 72     |                           |                           |  |  |          |        |
|  | Polonia          | 5 giugno         |          | 72     |                           |                           |  |  |          |        |
|  | Croazia          | 51               |          |        |                           |                           |  |  |          |        |
|  | Croazia          | 51               | Polonia  | 66     | Finale per il terzo posto | Finale per il terzo posto |  |  |          |        |
|  | 4 giugno (20:00) |                  | Polonia  | 66     | Finale per il terzo posto | Finale per il terzo posto |  |  |          |        |
|  |                  | Russia           | 61       |        |                           |                           |  |  |          |        |
|  | Russia           | Russia           | 61       | 61     | Slovacchia                | 49                        |  |  |          |        |
|  | Russia           |                  |          | 61     | Slovacchia                | 49                        |  |  |          |        |
|  | Rep. Ceca        | 51               |          | Russia | 78                        |                           |  |  |          |        |
|  | Rep. Ceca        | 51               |          |        | 78                        |                           |  |  |          |        |
|  |                  |                  |          |        |                           |                           |  |  | 6 giugno |        |
|  |                  |                  |          |        |                           |                           |  |  |          |        |

## Classifica
| Campione d'Europa | Campione d'Europa    | Campione d'Europa |
| --- | -------------------- | --- |
| Polonia4 Cupryś, 5 Szymańska-Lara, 6 Nowak, 7 Wróbel, 8 Mądra, 9 Jaroszewicz, 10 Bukowska, 11 Wlaźlak, 12 M. Dydek, 13 Czepiec, 14 K. Dydek, 15 Dulnik, All. Tomasz Herkt |                      | |
| Argento | Francia              | Francia4 Boutet, 5 Le Dréan, 6 Melain, 7 Lawson, 8 Souvré, 9 Sauret, 10 Gomis, 11 Vivenot, 12 Moussard, 13 Fijalkowski, 14 Lesdema, 15 Antibe, All. Alain Jardel                                                  |
| Bronzo | Russia               | Russia4 Nikonova, 5 Kalmykova, 6 Kušč, 7 Abrosimova, 8 Baranova, 9 Skopa, 10 Chudašova, 11 Stepanova, 12 Sumnikova, 13 Šakirova, 14 Zasul'skaja, 15 Zabolueva, All. Evgenij Gomel'skij                            |
| 4. | Slovacchia           | Slovacchia4 Frniaková, 5 Hudecová, 6 Kotočová, 7 Žirková, 8 Vasilková, 9 Godályová, 10 Kalistová, 11 Kováčová, 12 Dobrovičová, 13 Janoštinová, 14 Slošiarová, 15 Gyurcsi, All. Natália Hejková                    |
| 5. | Rep. Ceca            | Rep. Ceca4 Matějková, 5 Večeřová, 6 Němcová, 7 Vodičková, 8 Jarchovská, 9 Machová, 10 Hamzová, 11 Pechová, 12 Čiperová, 13 Blahůšková, 14 Samsonová, 15 Bobrovská, All. Jan Bobrovský                             |
| 6. | Lituania             | Lituania4 Kinkevičienė, 5 Brazdeikytė, 6 Aleliūnaitė, 7 Štreimikytė, 8 Kalesinskaitė, 9 Kreivytė, 10 Berūkštienė, 11 Jodeikaitė, 12 Jonkutė, 13 Dambrauskaitė, 14 Vilutytė, 15 Kurtinaitienė, All. Vydas Gedvilas |
| 7. | Jugoslavia           | Jugoslavia4 Bogojević, 5 Lazić, 6 Đelmiš, 7 Mandić, 8 Mirković, 9 Nedović, 10 Grubin, 11 Bjedov, 12 Bjelica, 13 Tuvić, 14 Vilipić, 15 Vuković, All. Miodrag Vesković                                              |
| 8. | Croazia              | Croazia4 Mandir, 5 Pretreger, 6 Tabak, 7 Đapo, 8 Grgin, 9 T. Abrlić, 10 Maloča, 11 L. Abrlić, 12 Deak, 13 Podrug, 14 Longin, 15 Kireta, All. -                                                                    |
| 9. | Lettonia             | Lettonia4 Ose, 5 Zitāne, 6 Baško, 7 Ieviņa, 8 Skrastiņa, 9 Tāre, 10 Krūmiņa, 11 Jākobsone, 12 Eglīte, 13 Jēkabsone, 14 Kvasņika, 15 Redāla, All. Aivars Vīnbergs                                                  |
| 10. | Bosnia ed Erzegovina | Bosnia ed Erzegovina4 Hadžimustafić, 5 Džebo, 6 Imamović, 7 Mehmedić, 8 Neimarlija, 9 Zorić, 10 Mirvić, 11 Bajkuša, 13 Cipurković, 14 Munković, 15 Savić, All. -                                                  |
| 11. | Italia               | Italia4 Cattani, 5 Zara, 6 Giauro, 7 Federighi, 8 Costalunga, 9 Caselin, 10 Adamoli, 11 Paparazzo, 12 Rezoagli, 13 Nicosia, 14 Arnetoli, 15 Schiesaro, All. Riccardo Sales                                        |
| 12. | Germania             | Germania4 Wegeler, 5 Hohl, 6 Ilić, 7 Zeyen, 8 Harder, 9 Pfeifer, 10 Krätschmann, 11 Eggert, 12 von Saldern, 13 Kehrenberg, 14 Askamp, 15 Roth, All. Bernd Motte                                                   |